# Wembley-Tor
Als Wembley-Tor wird im deutschen Fußball ein Lattentreffer bezeichnet, bei dem der Ball von der Unterkante der Torlatte nach unten springt und dabei die Torlinie möglicherweise nicht vollständig überschreitet und anschließend wieder ins Spielfeld springt. Nach derartigen Spielszenen ist es oft umstritten, ob der Ball im Tor war oder nicht. Ist der Ball nachweislich nicht im Tor, handelt es sich dabei um ein Phantomtor.
Im Speziellen ist damit das derartige Tor der englischen Fußballnationalmannschaft in der Verlängerung des Finales der Fußball-Weltmeisterschaft 1966 gegen Deutschland im Wembley-Stadion gemeint. Das Tor wurde gegeben, obwohl der Ball die Torlinie nicht vollständig überschritten hatte.

## Geschichte

### WM-Finale 1966
Entstanden ist der Begriff durch den umstrittenen Treffer von Geoff Hurst zum 3:2 (Endstand 4:2 n. V.) während des WM-Endspiels von 1966 zwischen der englischen und der deutschen Fußballnationalmannschaft im Londoner Wembley-Stadion am 30. Juli 1966. In der 101. Minute überwand Hurst den deutschen Torwart Hans Tilkowski mit einem Schuss aus kurzer Distanz. Der Ball prallte von der Unterkante der Latte auf den Boden auf und wurde dann von dem deutschen Verteidiger Wolfgang Weber übers Tor ins Toraus geköpft. Der Schweizer Schiedsrichter Gottfried Dienst entschied zunächst auf Eckball und erst nach Rücksprache mit dem sowjetischen Linienrichter Tofiq Bəhramov auf Tor. Die Kommunikation erfolgte auf Englisch, obwohl Bəhramov nur Aserbaidschanisch und Russisch sprach.
Für das Ergebnis des Spiels ist das Tor insofern von Bedeutung, als Deutschland nach diesem Tor seine Abwehr öffnete. England erzielte in den Schlusssekunden ein weiteres Tor, als sich jedoch schon Zuschauer auf dem Spielfeld befanden, so dass der Endstand letztlich 4:2 lautete.

### Nachspiel
Der Linienrichter räumte ein, nicht genau gesehen zu haben, ob der Ball im Tor war (tatsächlich ließ er die Fahne zunächst unten); er habe aber aus der Reaktion der Beteiligten (Jubel der Engländer, Zurückhaltung der Deutschen) den Schluss gezogen, dass ein Tor gefallen sein musste. Dies stimmt jedoch nicht mit seinen Memoiren überein: Dort schrieb er, er sei vollkommen überzeugt gewesen, dass der Ball hinter der Linie war, da dieser das Netz berührt habe. Das Auftreffen des Balles auf den Boden habe er nicht gesehen, da er sich auf die jubelnden Engländer konzentriert habe. Eine Netzberührung des Balles wurde jedoch in England nie als Variante diskutiert, auch die Fernsehaufnahmen zeigen deutlich das Gegenteil.
Direkt nach dem Auftreffen des Balles auf den Boden drehte der englische Stürmer Roger Hunt jubelnd ab; danach wurde der Ball von Wolfgang Weber über das Tor ins Aus geköpft. Hunt erklärte, wenn er nicht völlig sicher gewesen wäre, dass der Ball hinter der Linie sei, hätte er ihn „ins Tor gedrückt“.
Bundespräsident Heinrich Lübke handelte sich in Deutschland breite Kritik in der Öffentlichkeit ein, als er nach der WM 1966 sagte: „Der Ball war drin.“ In England wurde dieses Tor weit weniger als in Deutschland diskutiert, der Begriff „Wembley Goal“ wird dort im Sprachgebrauch nicht verwendet. Man spricht dort schlicht vom „dritten Tor“ oder bezeichnet allgemein umstrittene Tore als „Ghost goals“, also „Geistertore“.

### Spätere Untersuchungen
Es war lange unklar, ob der Ball hinter der Torlinie war oder nicht. In den 1990er Jahren kam eine von Ingenieuren der Universität Oxford erarbeitete Studie zum Schluss, der Ball sei nicht im Tor gewesen, sondern habe die vollständige Überschreitung der Linie um sechs Zentimeter verfehlt. Auch andere Studien machten anhand von Fotos und Filmaufnahmen geltend, dass der Ball auf der Torlinie aufsprang, da man hochgeschleuderten Kalk der Torlinie sehen kann. Eine Aufbereitung eines 35-mm-Films, der während des Spiels 1966 aufgenommen wurde, zeigt angeblich zweifelsfrei, dass der Ball weder während des Auftreffens an die Latte noch während seiner Flugphase vollständig die Torlinie überschritten hat. Die Kamera, die diese Bilder aufgenommen hatte, befand sich fast auf Höhe der Torauslinie, so dass zu erkennen ist, dass der Ball den kürzesten Weg zwischen Torlatte und Linie genommen hatte und auf dieser aufsprang. Diese Erkenntnisse wurden im Mai 2006 veröffentlicht.

## Technische Hilfsmittel
Da die FIFA früher Videobeweise im Fußball nicht zuließ, wurde über einen Computerchip im Ball diskutiert, mit dessen Hilfe die Position des Balls genau bestimmt werden kann. Dadurch wäre es möglich zu entscheiden, ob der Ball die Linie überschritten hat oder nicht. Viele Ballhersteller arbeiteten mehrere Jahre lang an diesem System. Ende 2007 stellte Adidas einen Chip-Ball vor, der seit 2005 entwickelt wurde. Getestet wurde der Ball bei der FIFA-Klub-Weltmeisterschaft 2007. Das International Football Association Board entschied sich jedoch im Frühjahr 2008 gegen jegliche neuen technischen Hilfsmittel. Es wurde spekuliert, dass dies möglicherweise sogar das endgültige Aus für diese Technik bedeuten könne. FIFA-Präsident Sepp Blatter reagierte auf die internationale Kritik an den Schiedsrichterleistungen bei der Fußball-Weltmeisterschaft 2010 und kündigte für das IFAB-Treffen Mitte Juli 2010 im walisischen Cardiff eine Diskussion über das technische Verfahren an. Diese hatte kein greifbares Ergebnis. Auf dem Treffen der IFAB am 5. Juli 2012 in Zürich wurde die Einführung der Torlinientechnik schließlich beschlossen. Bei der FIFA-Klub-Weltmeisterschaft 2012 und 2013 und dem Konföderationen-Pokal 2013 wurden verschiedene Methoden erprobt. Zur Fußball-Weltmeisterschaft in Brasilien 2014 wurde das System GoalControl eingeführt.

## Ähnlicher Vorfall bei der WM 2010
44 Jahre nach dem umstrittenen Tor von Wembley kam es zu einem ähnlichen Vorfall, der sich wieder zwischen Deutschland und England bei einer Weltmeisterschaft ereignete. Am 27. Juni 2010 erzielte Frank Lampard im Achtelfinalspiel Deutschland gegen England beim Stand von 2:1 ein Tor, das aber nicht anerkannt wurde. Lampards Fernschuss traf die Unterkante der Torlatte, landete hinter der Torlinie, sprang von dort nochmals an die Latte und wurde vom deutschen Torhüter Manuel Neuer nach dem zweiten Aufkommen auf der Torlinie aufgefangen und sofort wieder aufs Spielfeld abgeworfen. Obwohl die Fernsehkameras das Geschehen in alle Welt gesendet hatten, erkannte weder der Schiedsrichter Jorge Larrionda noch der Linienrichter Mauricio Espinosa den Treffer, da beide in einem ungünstigen Winkel standen und nicht sehen konnten, dass der Ball hinter der Linie im Tor den Boden berührte. Aufgrund seiner Ähnlichkeit mit dem Wembley-Tor und der möglicherweise spielentscheidenden Situation wurde das nicht gegebene 2:2 in deutschen Medien auch „umgekehrtes Wembley-Tor“, als „Wembley-Tor reloaded“ oder auch als „Wembley heißt jetzt Bloemfontein“ bzw. „Rache für Wembley“ bezeichnet. Das Spiel gewann Deutschland mit 4:1.